# Родригес, Рауль (футболист)
Рау́ль Родри́гес Нава́рро (исп. Raúl Rodríguez Navarro; 22 сентября 1987, Барселона) — испанский футболист, центральный защитник.

## Карьера
Родригес начал профессиональную карьеру в клубе «Граменет», отыграв три сезона в Сегунде B.
Летом 2010 года Родригес присоединился к системе «Эспаньола», где начал выступать за «Эспаньол B» в Терсере. За «Эспаньол» в Ла Лиге дебютировал 27 ноября 2010 года в матче против «Атлетико Мадрид», выйдя на замену вместо Дани Освальдо перед финальным свистком.
Летом 2011 года Родригесом интересовался «Рейнджерс», предложив за него «Эспаньолу» £400 тыс., но, после того как испанский клуб затребовал бо́льшую сумму, шотландский клуб отказался от идеи покупки.
Родригес был окончательно переведён в основной состав «Эспаньола» 1 августа 2011 года. 19 июня 2012 года игрок продлил контракт с клубом до лета 2015 года. 8 января 2015 года Родригес расторг контракт с «Эспаньолом» по взаимному согласию сторон.
9 января 2015 года Родригес подписал контракт с клубом MLS «Хьюстон Динамо». В американской лиге дебютировал 7 марта 2015 года в матче стартового тура сезона 2015 против «Коламбус Крю». 25 апреля 2015 года в матче против «Спортинга Канзас-Сити» забил свой первый гол в MLS. По окончании сезона 2016 «Хьюстон Динамо» не стал продлевать контракт с Родригесом согласно опции, но начал переговоры с ним о новом контракте.
В январе 2017 года Родригес присоединился к клубу Первой лиги Китая «Шанхай Шэньсинь», чьим главным тренером являлся его соотечественник Хуан Игнасио Мартинес.
В 2018 году он последовал за Мартинесом в другой клуб китайской первой лиги — «Мэйчжоу Мэйсянь Течанд».
В августе 2019 года Родригес отправился вслед за Мартинесом в клуб чемпионата Кувейта «Аль-Араби», подписав однолетний контракт, но из-за увольнения испанского тренера провёл там только четыре месяца, после чего завершил футбольную карьеру.
Родригес сыграл за сборную Каталонии 30 декабря 2011 года в матче со сборной Туниса на Олимпийском стадионе имени Льюиса Компаниса, заменив с началом второго тайма Жерара Пике.

## Статистика
| Выступление            | Выступление      | Выступление      | Лига | Лига | Кубок | Кубок | Итого | Итого |
| Клуб                   | Лига             | Сезон            | Игры | Голы | Игры  | Голы  | Игры  | Голы  |
| ---------------------- | ---------------- | ---------------- | ---- | ---- | ----- | ----- | ----- | ----- |
| Граменет               | Сегунда B        | 2007/08          | 28   | 0    | 0     | 0     | 28    | 0     |
| Граменет               | Сегунда B        | 2008/09          | 23   | 1    | 0     | 0     | 23    | 1     |
| Граменет               | Сегунда B        | 2009/10          | 32   | 2    | 1     | 0     | 33    | 2     |
| Граменет               | Итого            | Итого            | 83   | 3    | 1     | 0     | 84    | 3     |
| Эспаньол               | Ла Лига          | 2010/11          | 10   | 0    | 0     | 0     | 10    | 0     |
| Эспаньол               | Ла Лига          | 2011/12          | 28   | 0    | 4     | 0     | 32    | 0     |
| Эспаньол               | Ла Лига          | 2012/13          | 22   | 0    | 1     | 0     | 23    | 0     |
| Эспаньол               | Ла Лига          | 2013/14          | 19   | 0    | 5     | 0     | 24    | 0     |
| Эспаньол               | Ла Лига          | 2014/15          | 1    | 0    | 2     | 0     | 3     | 0     |
| Эспаньол               | Итого            | Итого            | 80   | 0    | 12    | 0     | 92    | 0     |
| Хьюстон Динамо         | MLS              | 2015             | 27   | 2    | 1     | 0     | 28    | 2     |
| Хьюстон Динамо         | MLS              | 2016             | 25   | 1    | 2     | 1     | 27    | 2     |
| Хьюстон Динамо         | Итого            | Итого            | 32   | 3    | 3     | 1     | 35    | 4     |
| Шанхай Шэньсинь        | Лига один        | 2017             | 28   | 3    | 6     | 0     | 34    | 3     |
| Мэйчжоу Мэйсянь Течанд | Лига один        | 2018             | 3    | 0    | 0     | 0     | 3     | 0     |
| Всего за карьеру       | Всего за карьеру | Всего за карьеру | 226  | 9    | 22    | 1     | 248   | 10    |

Источники: Transfermarkt, Soccerway, Footballdatabase.eu, worldfootball.net, BDFutbol.